# Symfonie nr. 2 (Aleksandr Tanejev)
Aleksandr Tanejev voltooide zijn Symfonie nr. 2 in 1902, het was zijn tweede van in totaal drie. Tanejev was ambtenaar en componeerde tussendoor. Hij stond onder invloed van de Russische nationalistische beweging (in de muziek) met het teruggrijpen naar Russische volksmelodieën. De sfeer die het werk dan ook uitademt is van melancholie en romantiek. Van enige modernisering binnen de klassieke muziek is geen spoor te vinden.
De symfonie heeft vier delen:
1. Andante - Allegro
2. Scherzo
3. Adagio mosso
4. Finale: Allegro vivacissimo

Het werk wordt nog weleens verward met de Symfonie nr. 2 van Sergej Tanejev, die symfonie bleef onvoltooid.